# Lista siturilor arheologice din județul Ilfov - S
Lista siturilor arheologice din județul Ilfov - S conține toate siturile arheologice din județul Ilfov înscrise în Repertoriul Arheologic Național (RAN) și aflate în localități al căror nume începe cu litera S. RAN este administrat de Ministerul Culturii și Patrimoniului Național și cuprinde date științifice, cartografice, topografice, imagini și planuri, precum și orice alte informații privitoare la zonele cu potențial arheologic, studiate sau nu, încă existente sau dispărute.
Puteți căuta un sit din localitățile care încep cu litera S folosind formularul de mai jos sau puteți naviga prin toate siturile din județ la Lista siturilor arheologice din județul Ilfov.
| Cod RAN                                   | Denumire | Localitate                            | Adresă               | Datare                                             | Descoperit | Coordonate                                    | Imagine           | Erori            |
| ----------------------------------------- | --- | ------------------------------------- | -------------------- | -------------------------------------------------- | ---------- | --------------------------------------------- | ----------------- | ---------------- |
| 100996.01.01                              | Așezarea de la Săftica / ansamblu anonim (Categorie: locuire civilă) (Tip: Așezare)                                              | sat Săftica, comuna Balotești         |                      |                                                    |            |                                               | Încărcați imagine | Raportați eroare |
| 100996.01.02                              | Așezarea de la Săftica / ansamblu anonim (Categorie: locuire civilă) (Tip: Așezare)                                              | sat Săftica, comuna Balotești         |                      |                                                    |            |                                               | Încărcați imagine | Raportați eroare |
| 100996.01.03                              | Așezarea de la Săftica / ansamblu anonim (Categorie: locuire civilă) (Tip: Așezare)                                              | sat Săftica, comuna Balotești         |                      |                                                    |            |                                               | Încărcați imagine | Raportați eroare |
| 100996.01.04                              | Așezarea de la Săftica / ansamblu anonim (Categorie: locuire civilă) (Tip: Așezare)                                              | sat Săftica, comuna Balotești         |                      |                                                    |            |                                               | Încărcați imagine | Raportați eroare |
| 100996.02.01                              | Situl arheologic de la Săftica / ansamblu anonim (Categorie: locuire civilă) (Tip: Așezare)                                      | sat Săftica, comuna Balotești         |                      |                                                    |            |                                               | Încărcați imagine | Raportați eroare |
| 100996.02.02                              | Situl arheologic de la Săftica / ansamblu anonim (Categorie: locuire civilă) (Tip: Așezare)                                      | sat Săftica, comuna Balotești         |                      | geto-dacică                                        |            |                                               | Încărcați imagine | Raportați eroare |
| 100996.02.03                              | Situl arheologic de la Săftica / ansamblu anonim (Categorie: locuire civilă) (Tip: Așezare)                                      | sat Săftica, comuna Balotești         |                      |                                                    |            |                                               | Încărcați imagine | Raportați eroare |
| 100996.02.04                              | Situl arheologic de la Săftica / ansamblu anonim (Categorie: locuire civilă) (Tip: Așezare)                                      | sat Săftica, comuna Balotești         |                      |                                                    |            |                                               | Încărcați imagine | Raportați eroare |
| 100996.03.01 (Cod LMI: IF-I-m-B-15191.08) | Situl arheologic de la Săftica - "La Izlaz" / ansamblu anonim (Categorie: locuire civilă) (Tip: Așezare)                         | sat Săftica, comuna Balotești         | La izlaz             | Tei - III                                          |            |                                               | Încărcați imagine | Raportați eroare |
| 100996.03.02 (Cod LMI: IF-I-m-B-15191.07) | Situl arheologic de la Săftica - "La Izlaz" / ansamblu anonim (Categorie: locuire civilă) (Tip: Așezare)                         | sat Săftica, comuna Balotești         | La izlaz             | geto-dacică sec.II-I a.Ch.                         |            |                                               | Încărcați imagine | Raportați eroare |
| 100996.03.03 (Cod LMI: IF-I-m-B-15191.05) | Situl arheologic de la Săftica - "La Izlaz" / ansamblu anonim (Categorie: locuire civilă) (Tip: Așezare)                         | sat Săftica, comuna Balotești         | La izlaz             | sec.V-VI                                           |            |                                               | Încărcați imagine | Raportați eroare |
| 100996.03.04 (Cod LMI: IF-I-m-B-15191.04) | Situl arheologic de la Săftica - "La Izlaz" / ansamblu anonim (Categorie: locuire civilă) (Tip: Așezare)                         | sat Săftica, comuna Balotești         | La izlaz             | sec. X p. Chr.                                     |            |                                               | Încărcați imagine | Raportați eroare |
| 100996.03.05 (Cod LMI: IF-I-m-B-15191.06) | Situl arheologic de la Săftica - "La Izlaz" / ansamblu anonim (Categorie: locuire civilă) (Tip: Așezare)                         | sat Săftica, comuna Balotești         | La izlaz             | sec.III-IV                                         |            |                                               | Încărcați imagine | Raportați eroare |
| 100996.04.01 (Cod LMI: IF-I-m-B-15191.01) | Situl arheologic de la Săftica - "Stația de pompare" / ansamblu anonim (Categorie: locuire civilă) (Tip: Așezare)                | sat Săftica, comuna Balotești         | Stația de pompare    |                                                    |            |                                               | Încărcați imagine | Raportați eroare |
| 100996.04.02                              | Situl arheologic de la Săftica - "Stația de pompare" / ansamblu anonim (Categorie: locuire civilă) (Tip: Așezare)                | sat Săftica, comuna Balotești         | Stația de pompare    | geto-dacică                                        |            |                                               | Încărcați imagine | Raportați eroare |
| 100996.04.03                              | Situl arheologic de la Săftica - "Stația de pompare" / ansamblu anonim (Categorie: locuire civilă) (Tip: Așezare)                | sat Săftica, comuna Balotești         | Stația de pompare    |                                                    |            |                                               | Încărcați imagine | Raportați eroare |
| 100996.04.04                              | Situl arheologic de la Săftica - "Stația de pompare" / ansamblu anonim (Categorie: locuire civilă) (Tip: Așezare)                | sat Săftica, comuna Balotești         | Stația de pompare    |                                                    |            |                                               | Încărcați imagine | Raportați eroare |
| 103559.01.01 (Cod LMI: IF-I-m-B-15234.06) | Așezarea de la Siliștea Snagovului / ansamblu Trei așezări (Categorie: locuire civilă) (Tip: Așezare)                            | sat Siliștea Snagovului, comuna Gruiu |                      |                                                    |            |                                               | Încărcați imagine | Raportați eroare |
| 103559.01.02 (Cod LMI: IF-I-m-B-15234.04) | Așezarea de la Siliștea Snagovului / ansamblu anonim (Categorie: locuire civilă) (Tip: Așezare)                                  | sat Siliștea Snagovului, comuna Gruiu |                      | geto-dacică sec. II - I a. Chr.                    |            |                                               | Încărcați imagine | Raportați eroare |
| 103559.01.03 (Cod LMI: IF-I-m-B-15234.02) | Așezarea de la Siliștea Snagovului / ansamblu anonim (Categorie: locuire civilă) (Tip: Așezare)                                  | sat Siliștea Snagovului, comuna Gruiu |                      | sec. IV p. Chr.                                    |            |                                               | Încărcați imagine | Raportați eroare |
| 103559.01.04 (Cod LMI: IF-I-m-B-15234.05) | Așezarea de la Siliștea Snagovului / ansamblu anonim (Categorie: locuire civilă) (Tip: Așezare)                                  | sat Siliștea Snagovului, comuna Gruiu |                      |                                                    |            |                                               | Încărcați imagine | Raportați eroare |
| 103559.02.01 (Cod LMI: IF-I-m-B-15235.02) | Situl arheologic de la Siliștea Snagovului - "Valea Boului" / ansamblu anonim (Categorie: locuire civilă) (Tip: Așezare)         | sat Siliștea Snagovului, comuna Gruiu | Valea Boului         |                                                    |            |                                               | Încărcați imagine | Raportați eroare |
| 103559.02.02 (Cod LMI: IF-I-m-B-15235.01) | Situl arheologic de la Siliștea Snagovului - "Valea Boului" / ansamblu anonim (Categorie: locuire civilă) (Tip: Așezare)         | sat Siliștea Snagovului, comuna Gruiu | Valea Boului         | sec. V - VI                                        |            |                                               | Încărcați imagine | Raportați eroare |
| 103559.03.01 (Cod LMI: IF-I-m-B-15236.02) | Situl arheologic de la Siliștea Snagovului - "La Coșarnă" / ansamblu anonim (Categorie: locuire civilă) (Tip: Așezare)           | sat Siliștea Snagovului, comuna Gruiu | La Coșarnă           |                                                    |            |                                               | Încărcați imagine | Raportați eroare |
| 103559.03.02 (Cod LMI: IF-I-m-B-15236.01) | Situl arheologic de la Siliștea Snagovului - "La Coșarnă" / ansamblu anonim (Categorie: locuire civilă) (Tip: Așezare)           | sat Siliștea Snagovului, comuna Gruiu | La Coșarnă           | sec.III-IV                                         |            |                                               | Încărcați imagine | Raportați eroare |
| 104617.01.01 (Cod LMI: IF-I-m-B-15237.03) | Situl arheologic de la Surlari / ansamblu anonim (Categorie: locuire civilă) (Tip: Așezare)                                      | sat Surlari, comuna Petrăchioaia      |                      | Tei                                                | 1973       | 44°34′34″N 26°19′00″E / 44.57611°N 26.31667°E | Încărcați imagine | Raportați eroare |
| 104617.01.02 (Cod LMI: IF-I-m-B-15237.02) | Situl arheologic de la Surlari / ansamblu anonim (Categorie: locuire civilă) (Tip: Așezare)                                      | sat Surlari, comuna Petrăchioaia      |                      | Coslogeni                                          | 1973       | 44°34′34″N 26°19′00″E / 44.57611°N 26.31667°E | Încărcați imagine | Raportați eroare |
| 104617.01.03 (Cod LMI: IF-I-s-B-15237)    | Situl arheologic de la Surlari / ansamblu anonim (Categorie: locuire civilă) (Tip: Așezare)                                      | sat Surlari, comuna Petrăchioaia      |                      | Basarabi                                           | 1973       | 44°34′34″N 26°19′00″E / 44.57611°N 26.31667°E | Încărcați imagine | Raportați eroare |
| 104617.01.04 (Cod LMI: IF-I-m-B-15237.01) | Situl arheologic de la Surlari / ansamblu anonim (Categorie: locuire civilă) (Tip: Așezare)                                      | sat Surlari, comuna Petrăchioaia      |                      | geto-dacică sec.III-II a.Ch.                       | 1973       | 44°34′34″N 26°19′00″E / 44.57611°N 26.31667°E | Încărcați imagine | Raportați eroare |
| 104617.02.01 (Cod LMI: IF-I-s-B-15238)    | Așezarea din epoca migrațiilor de la Surlari / ansamblu anonim (Categorie: locuire civilă) (Tip: Așezare)                        | sat Surlari, comuna Petrăchioaia      |                      | Sântana de Mureș - Cerneahov sec. al IV-lea p.Chr. | 1972       | 44°34′18″N 26°19′14″E / 44.57167°N 26.32055°E | Încărcați imagine | Raportați eroare |
| 105179.03.01 (Cod LMI: IF-II-a-A-15312)   | Mănăstirea Snagov / ansamblu Mănăstirea Snagov / complex anonim (Categorie: structură de cult/religioasă) (Tip: Mănăstire)       | sat Snagov, comuna Snagov             |                      | sec. XIV-XV (ref. 1521)                            |            | 44°43′47″N 26°10′32″E / 44.7297°N 26.175667°E | Încărcați imagine | Raportați eroare |
| 105179.03.01 (Cod LMI: IF-II-a-A-15312)   | Mănăstirea Snagov / ansamblu Mănăstirea Snagov / complex anonim (Categorie: structură de cult/religioasă) (Tip: turn clopotniță) | sat Snagov, comuna Snagov             |                      | sec. XIV-XV                                        |            | 44°43′47″N 26°10′32″E / 44.7297°N 26.175667°E | Încărcați imagine | Raportați eroare |
| 105179.03.02 (Cod LMI: IF-II-a-A-15312)   | Mănăstirea Snagov / ansamblu anonim (Categorie: structură de cult/religioasă) (Tip: Biserică)                                    | sat Snagov, comuna Snagov             |                      | sec. XIV-XV (ref. 1521)                            |            | 44°43′47″N 26°10′32″E / 44.7297°N 26.175667°E | Încărcați imagine | Raportați eroare |
| 104617.03                                 | Așezarea hallstattiană de la Surlari (Categorie: locuire civilă) (Tip: așezare)                                                  | sat Surlari, comuna Petrăchioaia      |                      |                                                    | 1972       | 44°34′39″N 26°19′12″E / 44.5775°N 26.32°E     | Încărcați imagine | Raportați eroare |
| 105179.02.01 (Cod LMI: IF-I-m-B-15136.01) | Situl arheologic de la Snagov-pârâul Cociovaliștea / ansamblu anonim (Categorie: locuire) (Tip: Așezare)                         | sat Snagov, comuna Snagov             | Pârâul Cociovaliștea | sec. IX - X                                        |            |                                               | Încărcați imagine | Raportați eroare |
| 105179.02.02 (Cod LMI: IF-I-m-B-15136.02) | Situl arheologic de la Snagov-pârâul Cociovaliștea / ansamblu anonim (Categorie: locuire) (Tip: Așezare)                         | sat Snagov, comuna Snagov             | Pârâul Cociovaliștea | sec. II - IV                                       |            |                                               | Încărcați imagine | Raportați eroare |
| 100996.05.01 (Cod LMI: IF-I-m-B-15191.09) | Situl arheologic de la Săftica - "La Nisipărie I" / ansamblu anonim (Categorie: locuire) (Tip: Așezare)                          | sat Săftica, comuna Balotești         | La Nisipărie I       | sec.IX-X                                           |            |                                               | Încărcați imagine | Raportați eroare |
| 100996.05.02 (Cod LMI: IF-I-m-B-15191.10) | Situl arheologic de la Săftica - "La Nisipărie I" / ansamblu anonim (Categorie: locuire) (Tip: Așezare)                          | sat Săftica, comuna Balotești         | La Nisipărie I       | sec.IV                                             |            |                                               | Încărcați imagine | Raportați eroare |
| 100996.06.01 (Cod LMI: IF-I-m-B-15191.11) | Situl arheologic de la Săftica - "La Nisipărie II" / ansamblu anonim (Categorie: locuire) (Tip: Așezare)                         | sat Săftica, comuna Balotești         | La Nisipărie II      | sec.VI                                             |            |                                               | Încărcați imagine | Raportați eroare |
| 100996.06.02 (Cod LMI: IF-I-m-B-15191.12) | Situl arheologic de la Săftica - "La Nisipărie II" / ansamblu anonim (Categorie: locuire) (Tip: Așezare)                         | sat Săftica, comuna Balotești         | La Nisipărie II      | Tei - V                                            |            |                                               | Încărcați imagine | Raportați eroare |
| 100996.07.01 (Cod LMI: IF-I-m-B-15191.13) | Situl arheologic de la Săftica - "La Nisipărie III" / ansamblu anonim (Categorie: locuire civilă) (Tip: Așezare)                 | sat Săftica, comuna Balotești         | Nisipărie III        | sec.II-III                                         |            |                                               | Încărcați imagine | Raportați eroare |
| 100996.07.02                              | Situl arheologic de la Săftica - "La Nisipărie III" / ansamblu anonim (Categorie: locuire civilă) (Tip: Așezare)                 | sat Săftica, comuna Balotești         | Nisipărie III        | sec.II-I a.Ch.                                     |            |                                               | Încărcați imagine | Raportați eroare |
| 105179.01.02                              | Situl arheologic de la Snagov-Coada Chiot / ansamblu anonim (Categorie: locuire civilă) (Tip: Așezare)                           | sat Snagov, comuna Snagov             | Coada Chiot          | geto-dacică                                        |            | 44°41′21″N 26°09′37″E / 44.68917°N 26.16028°E | Încărcați imagine | Raportați eroare |
| 105179.01.04                              | Situl arheologic de la Snagov-Coada Chiot / ansamblu anonim (Categorie: locuire civilă) (Tip: Așezare)                           | sat Snagov, comuna Snagov             | Coada Chiot          | sec. VI                                            |            | 44°41′21″N 26°09′37″E / 44.68917°N 26.16028°E | Încărcați imagine | Raportați eroare |
| 105179.01.01                              | Situl arheologic de la Snagov-Coada Chiot / ansamblu anonim (Categorie: locuire civilă) (Tip: așezare)                           | sat Snagov, comuna Snagov             | Coada Chiot          |                                                    |            | 44°41′21″N 26°09′37″E / 44.68917°N 26.16028°E | Încărcați imagine | Raportați eroare |
| 105179.01.03                              | Situl arheologic de la Snagov-Coada Chiot / ansamblu anonim (Categorie: locuire civilă) (Tip: așezare)                           | sat Snagov, comuna Snagov             | Coada Chiot          | sec. III                                           |            | 44°41′21″N 26°09′37″E / 44.68917°N 26.16028°E | Încărcați imagine | Raportați eroare |